# Elphel
A câmara Elphel é um projeto de hardware livre de câmera, desenvolvida por Elphel Inc. para uso voltado principalmente a aplicações científicas, embora, devido ao conceito livre, pode ser facilmente personalizada para muitas aplicações. Elphel Inc. foi fundada em 2001 por Andrey Filippov. As câmeras Elphel estão sendo usadas em vários projetos pelo mundo, como para capturar imagens para o Google Street View e o Google Books, além do uso no projeto Global Hawk da NASA. 
A câmera está sendo melhorada para alcançar um patamar de câmera para cinema digital, no projeto Apertus, desenvolvido por um grupo de entusiastas e cineastas em todo o mundo. As câmeras Elphel são câmeras projetadas para Network, altamente personalizáveis, que garantem a liberdade do usuário. As câmeras possuem hardware para gravação sincronizada de múltiplas imagens, com vários sensores e câmeras, onde se pode conectar diversos sensores (ex. placa 10359 pode ter até três sensores), com software de padrão de distribuição GNU/Linux com a possibilidade de portabilidade do software e drivers existentes para suporte a dispositivos externos, como a integração com GPS, bússola digital e/ou RFID, ajuste de foco como o auxílio de software para ajuste de foco fino, inserção de dados durante a captura das imagens, ajuste em diversos parâmetros de gravação sem perda de velocidade, atualização de firmware através da rede, sensor de temperatura, relógio, calendário, conexão para coolers e conectores auxiliares. 
Algumas características interessantes incluem: as câmeras possuem sensores de apoio de alta resolução (como Kodak 16Mpix CCD ou Aptina 5Mpix CMOS), alta velocidade de compressão (até 80Mpix por segundo), diversos formatos de gravação de vídeo (Quicktime, OGM, sequência de imagens JPEG ou RAW, Ogg Theora, HDR), diversas interfaces de dados (Compact Flash, SATA, Ethernet, USB, RS232), scripts 'amigáveis' e abertos (em php, cgi, c, c++, etc), firmwares para CPU e FPGA disponíveis, além de documentação de hardware completa e gratuita. Com essas características, as câmeras Elphel podem ser aplicadas em diversas áreas, como na área científica, em aplicações de imagens e vídeo em exploração, microscopia, observação; na área médica; na área geográfica, em time-lapses, em imagens aéreas; na área de segurança, em vigilância por vídeo, em controle inteligente de acessos; em cinema; em digitalização de documentos; em escaneamento 2D e 3D e em reconstrução 3D; em leitura de códigos; em projetos PCB ou inspeção de peças e equipamentos; na área robótica; na área da educação; em processamento de imagens; em vídeo conferências; na área do entretenimento ou na arte.